# Kwaluguru
Kwaluguru è una circoscrizione rurale (rural ward) della Tanzania situata nel distretto rurale di Handeni, regione di Tanga. Conta una popolazione di 11 347 abitanti (censimento 2012).